# جون كارماك
جون كارماك (بالإنجليزية: John D. Carmack) ولد في 20 أغسطس 1970. هو مبرمج ألعاب أمريكي،  والمؤسس المشارك لشركة إد سوفتوير. كارماك كان قائد المبرمجين لألعاب الحاسوب التي طورتها شركة إد سوفتوير مثل دوم وكوايك ورايج وغيرها. و هو معروف أيضًا لابتكاراته في الرسومات ثلاثية الأبعاد.

## حياته
والد جون كان يعمل كصحفي تلفزيوني ويعرف باسم ستان كارماك، ترعرع جون كارماك في مدينة ولاية كنساس ومن هنا بدأ ولعه بالأجهزة والحاسبات في سن مُبكرة. عندما كان كارماك في الرابعة عشر من عمره قام هو مجموعة من الأولاد باقتحام إحدى المدارس بغرضة سرقة جهاز أبل II و لكن تم القبض عليه و تم إرساله إلى التقييم النفسي و تم الحكم على كارماك بالسجن لمدة عام كامل. في عام 1991 قام كارماك مع ثلاثة مبرمجين آخرين بتأسيس شركة إد سوفتوير لتطوير ألعاب الفيديو.

## الألعاب
- عودة إلى قلعة ولفينشتاين
- كوايك
- سبير أف ديستني
- ولفينشتاين 3دي
- هوفرتانك ثري دي

## روابط خارجية
- جون كارماك على موقع IMDb (الإنجليزية)
- جون كارماك على موقع الموسوعة البريطانية (الإنجليزية)
- جون كارماك على موقع إن إن دي بي (الإنجليزية)
- جون كارماك على موقع قاعدة بيانات الفيلم (الإنجليزية)